# Пам'ятник Петрові Хамчуку
Пам'ятник Петрові Хамчуку — пам'ятник командиру куреня УПА «Сірі вовки» Петрові Хамчуку, встановлений в м. Чортків на Тернопільщині.
Оголошений пам'яткою монументального мистецтва місцевого значення, охоронний номер 1890.

## Відомості
Пам'ятник встановлено у 2002 році. Скульптор Юліан Савко.